# Gruta do Soldão
A Gruta do Soldão ou Furna da Malha é uma gruta portuguesa localizada na freguesia de São João, concelho das Lajes do Pico, ilha do Pico, arquipélago dos Açores.
Esta cavidade apresenta uma geomorfologia de origem vulcânica em forma de tubo de lava localizado em campo de lava de encosta. Apresenta um comprimento de 145 m. por uma altura máxima de 8 m. e por uma largura também máxima de 5.4 m.

## Espécies observáveis
- Ero furcata Araneae Mimetidae
- Pholcus phalangioides Araneae Pholcidae
- Rugathodes pico Araneae Theridiidae
- Lithobius obscurus azoreae Chilopoda Lithobiidae
- Lithobius pilicornis Chilopoda Lithobiidae
- Eluma purpurascens Crustacea Armadillidiidae
- Oniscus asellus Crustacea Oniscidae
- Talitroides topitorum Crustacea Talitridae
- Miktoniscus chavesi Crustacea Trichonoscidae
- Trichoniscus pygmeus Crustacea Trichonoscidae
- Ocys harpaloides Coleoptera Carabidae
- Xyleborus saxeseni Coleoptera Scolytidae
- Atheta (s. str.) laticollis Coleoptera Staphylinidae
- Disparrhopalites patrizii Collembola Arrhopalitidae
- Pseudosinella ashmoleorum Collembola Entomobryidae
- Pseudosinella azorica Collembola Entomobryidae
- Entomobrya atrocincta Collembola Entomobryidae
- Lepidocyrtus curvicollis Collembola Entomobryidae
- Hypogastrura denticulata Collembola Hypogastruridae
- Folsomia fimetaria Collembola Isotomidae
- Neelus murinus Collembola Neelidae
- Cixius azopicavus Homoptera Cixiidae
- Cixius azopifajo Homoptera Cixiidae
- Lasius niger Hymenoptera Formicidae
- Thrips tabaci Thysanoptera Thripidae